# Philippe Oddo

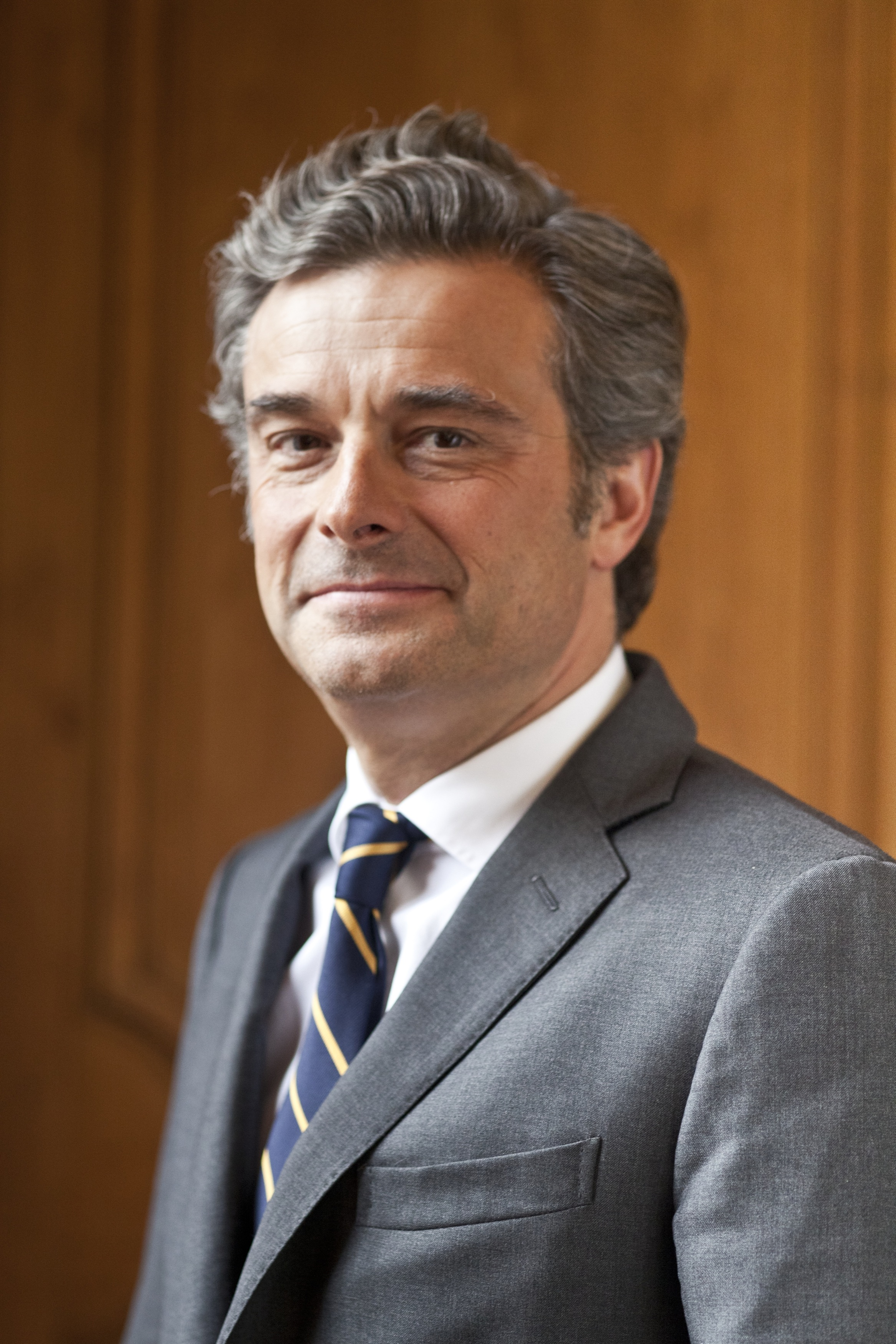
Philippe Oddo im November 2011

Philippe Oddo (* 26. September 1959 im 8. Arrondissement (Paris)) ist ein französischer Bankier aus der Bankiersfamilie Oddo und seit 1995 alleiniger Leiter des 1849 gegründeten Pariser Privatbankhauses Oddo & Cie, heute Oddo BHF.

## Leben
Philippe Oddo ist der Sohn aus der Ehe von Bernard Oddo, einem Devisenmakler, und Colette Rathery. General Paul Oddo war sein Onkel. Er besuchte im Alter von 14 Jahren vier Monate lang das Internat Collegium Augustinianum Gaesdonck bei Kleve. Er schloss sein Studium 1984 an der HEC Paris ab. Er studierte außerdem an der Universität Paris-Dauphine, der New York University und der Universität zu Köln bei Hans Büschgen. Bei der Deutschen Bank absolvierte er ein Praktikum.
1984 trat er in fünfter Generation in das Familienunternehmen ein und wurde 1987 Managing Partner von Oddo & Cie. Mit dem Ausstieg seines Bruders Pascal übernahm er 1995 die Führung von Oddo & Cie. Es wurden mehrere Übernahmen unter seiner Führung getätigt, wie der Kauf von Delahaye Finance (1997), Pinatton, Crédit Lyonnais Securities Europe, Banque d'Orsay und Banque Robeco. Als Geschäftsführender Gesellschafter und Vorstandsvorsitzender sowie Mehrheitsaktionär hält Philippe Oddo zwei Drittel der deutsch-französischen Finanzgruppe Oddo BHF mit dem Zukauf der Frankfurter BHF-Bank (2016), die mit mehr als 130 Milliarden Euro verwalteten Vermögen engagiert ist.
Oddo ist verheiratet; aus der Ehe stammen vier Kinder. Er spricht fließend deutsch. Die Familie Oddo gehört zu den 200 reichsten Personen Frankreichs.

## Quelle
- Dennis Kremer: Monsieur Oddo kauft ein. In: Frankfurter Allgemeine Sonntagszeitung. Nr. 7/16, 21. Februar 2016, S. 37.

## Belege und Anmerkungen
1. ↑  
Gemäß der Altersangabe im Porträt der FAS vom 21. Februar 2016 (56 Jahre) ist ein Geburtstag von Anfang 1959 bis Anfang 1960 möglich; Datum und Ort wurden hilfsweise der französischen Wikipedia entnommen.
2. ↑  Philippe Oddo auf lesechos.fr vom 23. November 2003, abgerufen am 15. April 2024 (französisch)
3. ↑  Oddo et Cie sur le point de racheter Banque Robeco en France auf latribune.fr vom 2. Dezember 2010, abgerufen am 15. April 2025 (französisch)
4. ↑  Philippe Oddo im Interview mit dem Wirtschaftsmagazin BILANZ: "Die Schweiz kann stolz sein" auf oddo.fr vom 19. Januar 2024, abgerufen am 15. April 2025
5. ↑  Philippe Oddo et sa famille  auf challenges.fr, abgerufen am 15. April 2025

| Personendaten    | Personendaten         |
| ---------------- | --------------------- |
| NAME             | Oddo, Philippe        |
| KURZBESCHREIBUNG | französischer Bankier |
| GEBURTSDATUM     | 26. September 1959    |
| GEBURTSORT       | Paris                 |